# Germano II de Constantinopla

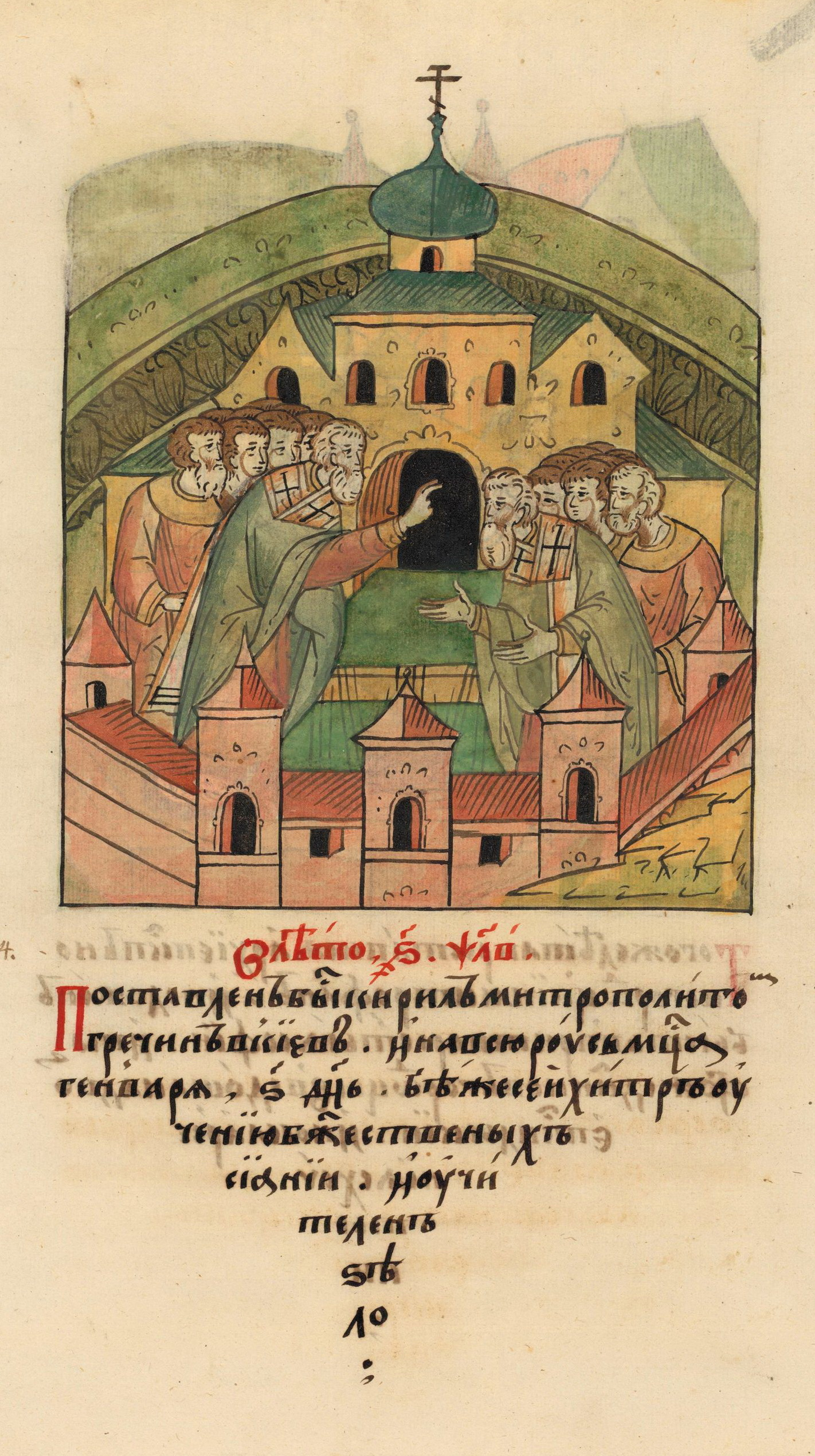
Metropolitano

Germano II (en griego: Γερμανός Β΄) fue Patriarca de Constantinopla (en el exilio en Nicea) desde 1223 hasta su muerte en junio de 1240.
Nació en Anaplous en la segunda mitad del siglo XII. En el momento de la Cuarta Cruzada en 1204, sirvió como diácono en la iglesia de Santa Sofía, después del saqueo de Constantinopla, se retiró a un monasterio en Achyraous.
En 1223, fue elegido por el emperador de Nicea Juan III Ducas Vatatzés para ocupar el puesto del Patriarcado Ecuménico, que se había trasladado allí después de la caída de Constantinopla. Germano asumió el trono patriarcal el 4 de enero de 1223, y rápidamente demostró ser un valioso aliado para Vatatzés. En todo su patriarcado, Germano se esforzó por restablecer su autoridad como la cabeza política de todo el fragmentado mundo ortodoxo, al mismo tiempo apoyo Vatatzés en su reclamo de la herencia imperial bizantina. Así, Germano se enfrentó con los prelados de Epiro por su apoyo a los gobernantes epirotas y, especialmente el arzobispo de Ohrid, Demetrio Comateno, que había presidido la coronación de Teodoro Comneno Ducas como emperador en Tesalónica, desafiando directamente la posición de Nicea. Después de la derrota epirota en Klokotnitsa en 1230 sin embargo, los obispos epirotas fueron ganando poco a poco más adeptos, en 1232, el cisma con la iglesia epirota fue remediado con el reconocimiento de su autoridad, seguido de una visita a la región por Germano en 1238.
Por contraste, Germano estaba dispuesto a ceder ante las realidades políticas sobre la cuestión de la Iglesia búlgara, reconociéndolo como un patriarcado en 1235. En parte, esto fue el resultado de la necesidad política, como condición para la alianza entre Vatatzés y el zar búlgaro Iván Asen II, pero también fue visto como un movimiento necesario para separar a la Iglesia búlgara de su puesto de sumisión a Roma desde 1204. 
A pesar de una fiera crítica de percepción de «errores» de la Iglesia católica, y autor de numerosos tratados anticatólicos, Germano inicialmente estuvo dispuesto a un acercamiento con Roma. En 1232, envió a un grupo de franciscanos, con cuya actitud y deseo de reconciliación había quedado impresionado, como embajadores al Papa. Germano propuso la convocatoria de un completo concilio ecuménico, con el objetivo de la reunificación de las iglesias. En respuesta, una delegación de franciscanos y dominicos llegaron a Nicea en el año 1234, pero su poder era limitado: no tenían autoridad para llevar a cabo cualquier negociación, solo para sondear al emperador y al patriarca. La delegación latina asistió un concilio celebrado en Ninfeo, pero rompió en acrimonia entre los griegos y los latinos. Los enviados papales huyeron de regreso a Roma, mientras que los nicenos pasaron a atacar Constantinopla.